# یواس‌اس دسپچ (۱۸۱۴)
یواس‌اس دسپچ (۱۸۱۴) (به انگلیسی: USS Despatch (1814)) یک کشتی بود. این کشتی در سال ۱۸۱۴ ساخته شد.